# Centrinaspidia
Centrinaspidia är ett släkte av skalbaggar. Centrinaspidia ingår i familjen vivlar.
Kladogram enligt Catalogue of Life:
| Centrinaspidia | \| \| Centrinaspidia mundula \| \| \| \| |
|                | \| \| Centrinaspidia mundula \| \| \| \| |
|                | Centrinaspidia mundula                   |
|                |                                          |